# Maria-Hilf-Kapelle (Rheinbrohl)

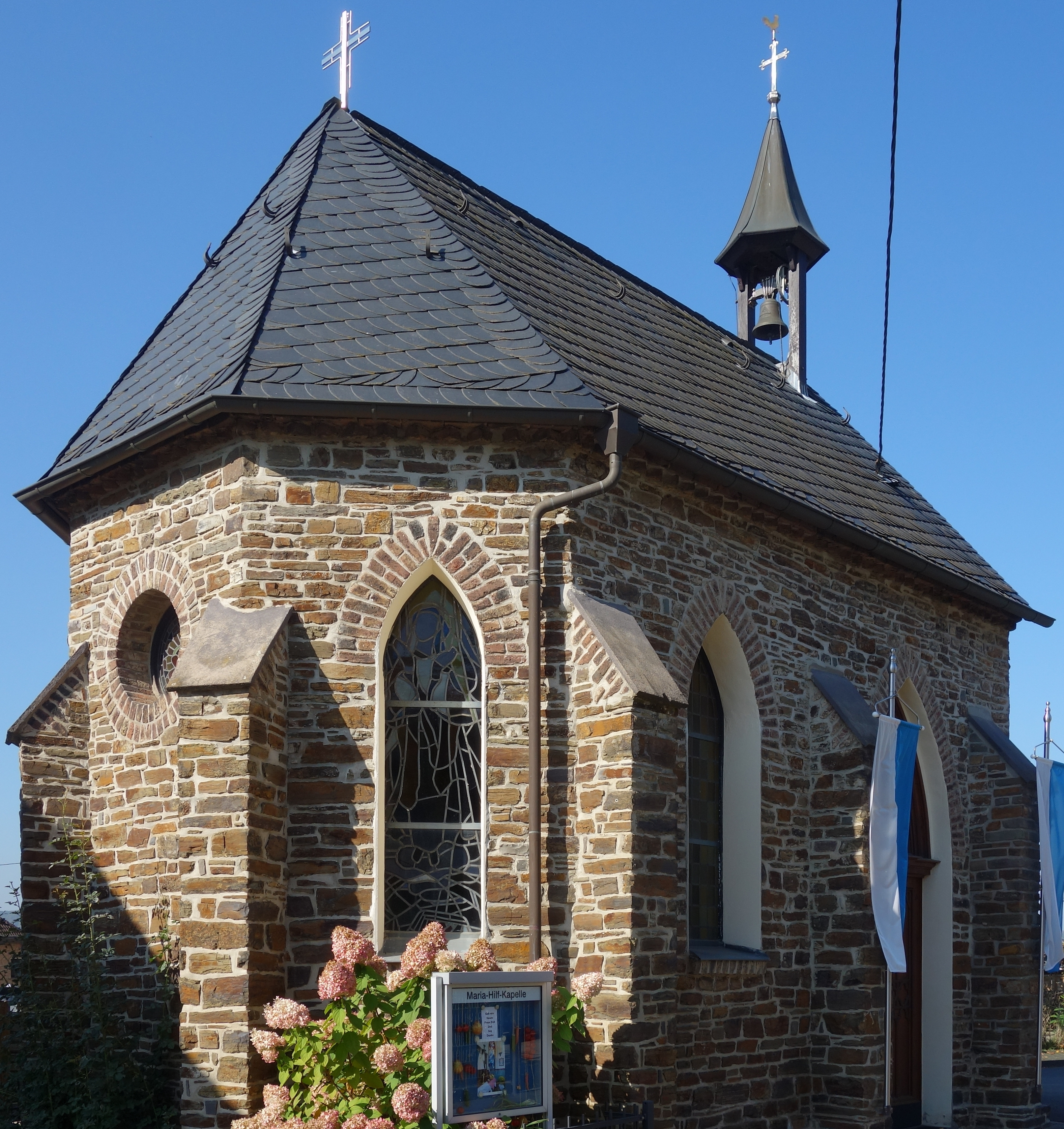
Maria-Hilf-Kapelle

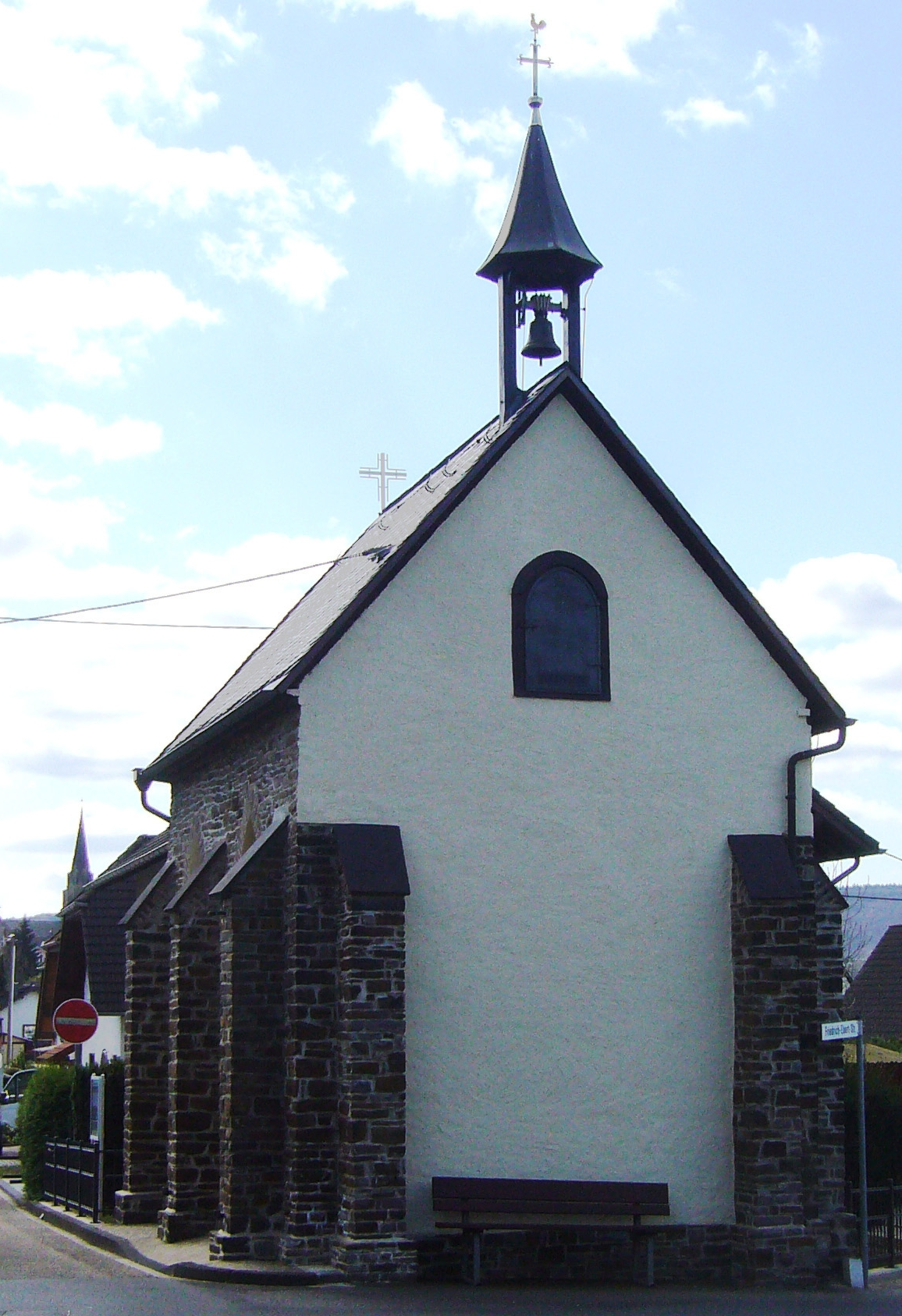
Giebelansicht

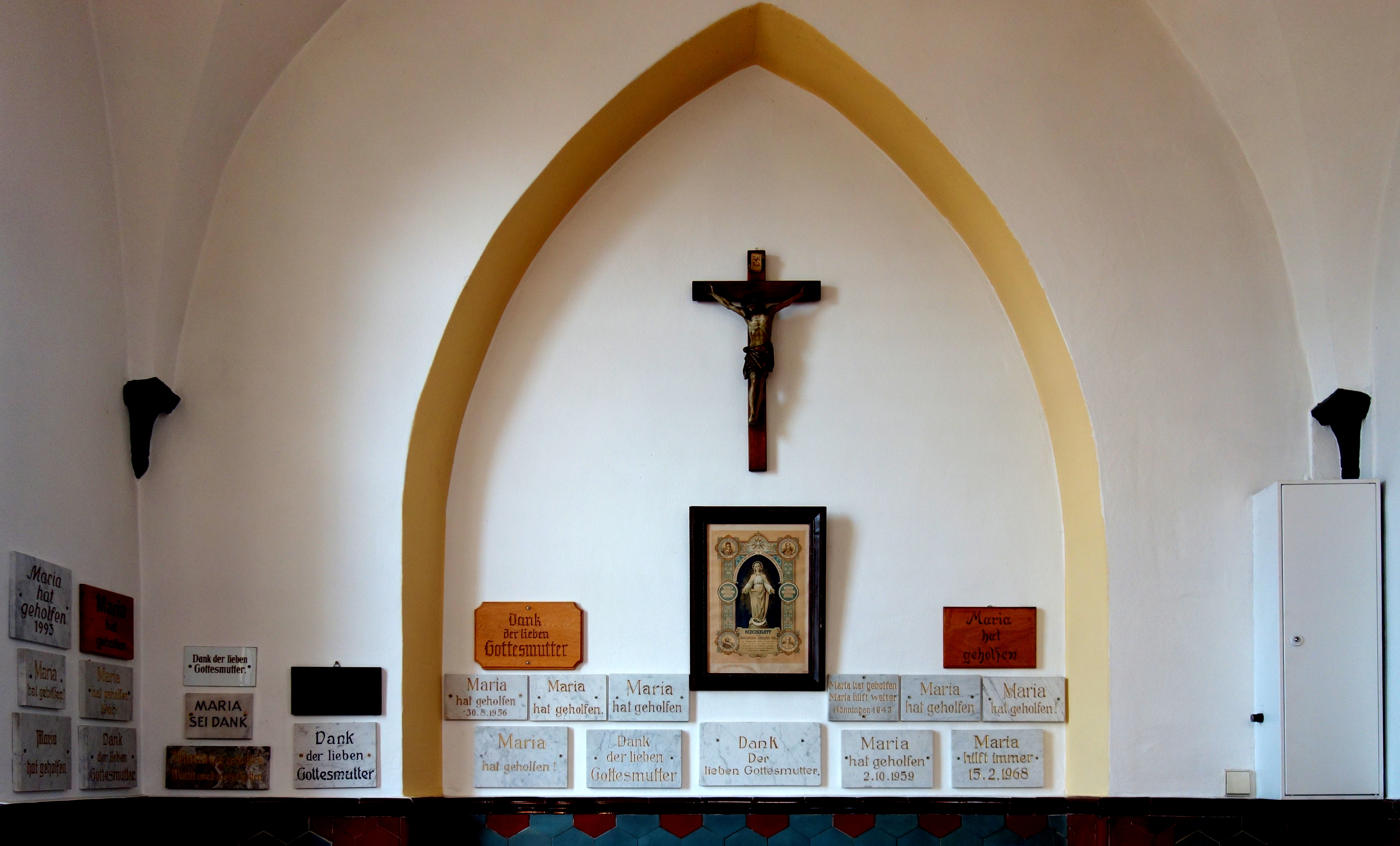
Marien-Danksagungen

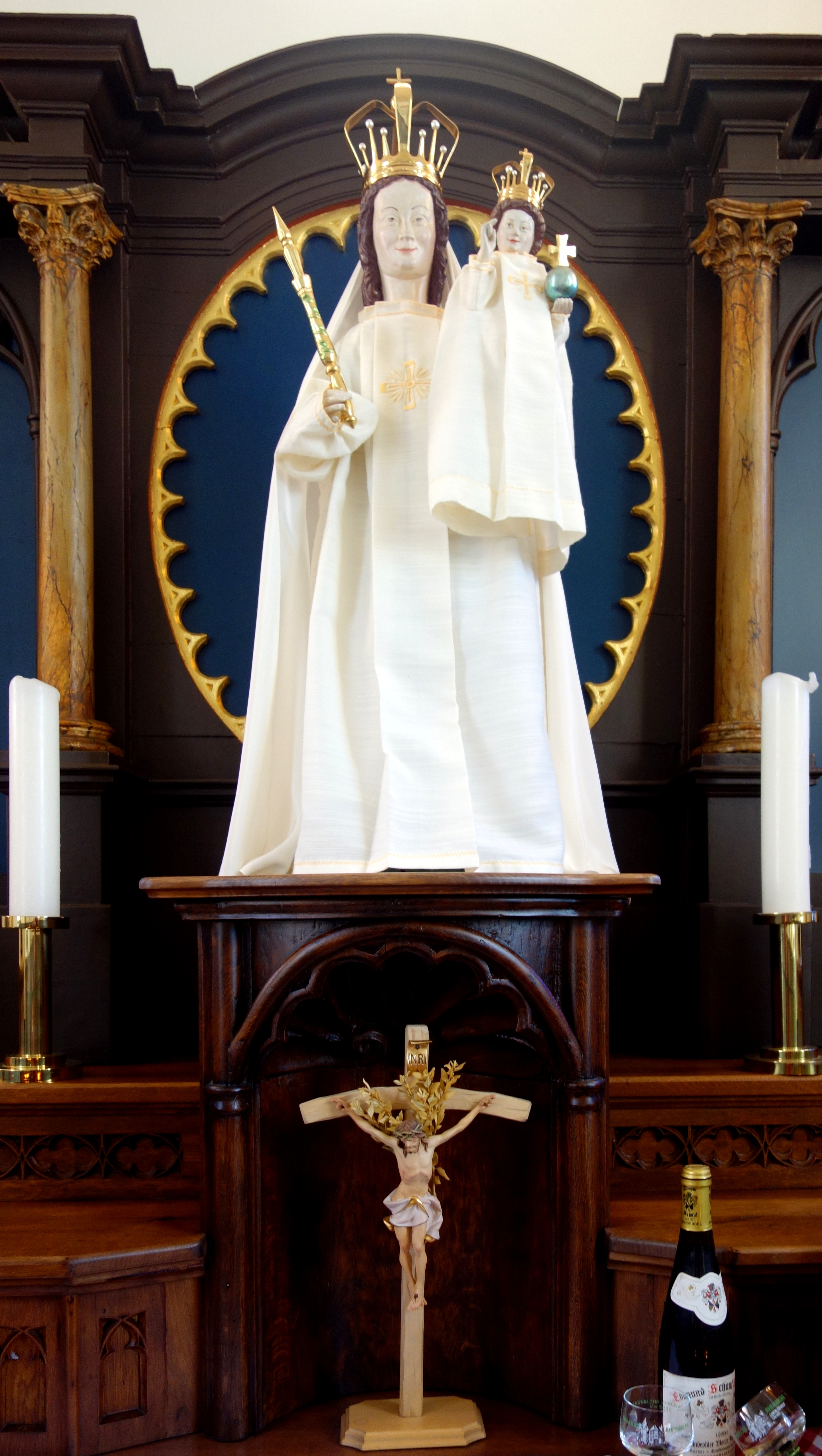
Madonnenstatue

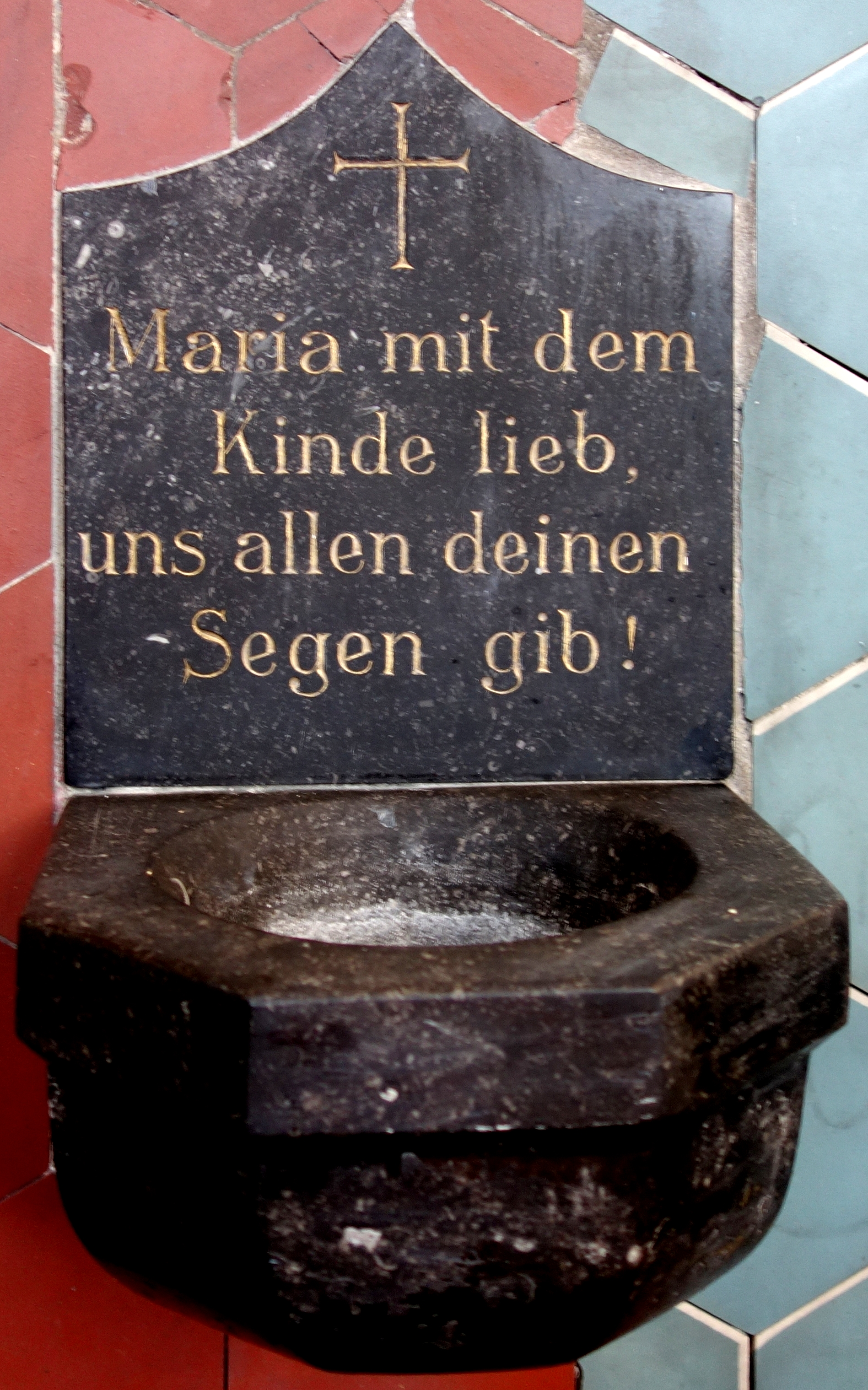
Weihwasserbecken

Die Maria-Hilf-Kapelle ist eine denkmalgeschützte Marienkapelle in der Ortsgemeinde Rheinbrohl im Landkreis Neuwied in Rheinland-Pfalz.

## Geschichte
Im Jahre 1868 wurde ein auf freiem Feld stehender Bildstock für eine alte Marienstatue in Kapellenform erneuert. Um das Gnadenbild auf Dauer würdig unterzubringen, wurde mit Unterstützung einer Bürgerinitiative der Bau der Maria-Hilf-Kapelle beschlossen.
Der Grundsteinlegung für die Maria-Hilf-Kapelle fand am 2. Juli 1871, dem Fest Mariä Heimsuchung, statt. Derselbe Festtag wurde gewählt, um die Kapelle am 2. Juli 1874 einzusegnen.
Heute ist die Maria-Hilf-Kapelle Eigentum der Ortsgemeinde Rheinbrohl und wird von ehrenamtlichen Personen erhalten. Die hierfür benötigten Geldmittel stammen ausschließlich aus Spenden.
2008 wurde der Bau umfassend saniert.

## Bauliche Merkmale
Die neun Meter lange und sechs Meter breite einschiffige Kapelle wurde in neugotischem Stil erbaut. Das Mauerwerk besteht bis auf die weiß verputzte Giebel-Fassade aus unverputztem Bruchstein aus heimischen Steinbrüchen und wird durch äußere Strebepfeiler gehalten. Auf dem First des Schieferdaches befindet sich in Giebelnähe ein Glockentürmchen mit einem weißen Kreuz. Ein zweites ebenfalls weißes Kreuz über dem Chor, dessen Grundriss die Form eines halben Sechsecks hat, markiert das andere Ende des Dachfirstes.

## Architektur und Ausstattung des Innenraums
Der Innenraum ist geprägt durch zwei Joche mit einfachen Kreuzgratgewölben. Der in spätgotischem Stil errichtete Altar besteht aus Teilen verschiedener Altäre. In die innere Giebelwand ist ein neugotischer Spitzbogen eingelassen. Die Wand ist mit Marien-Danksagungstafeln bedeckt. Im mittleren Teil des Spitzbogens befindet sich ein gerahmtes Gedenkblatt zum Marianischen Jubeljahr und im oberen Teil ein Kreuz.

### Madonnenstatue im Chor
Aus dem späten 14. Jahrhundert stammt die Statue einer gotischen Madonna unbekannter Herkunft. Ihre S-Form ist typisch für die Zeit der schönen Madonnen. Die 92 cm hohe und innen hohle Figur ist aus Eichenholz geschnitzt. Der Hohlraum beherbergt Reliquien aus Schädelknochen. Die Statue wurde 1829 im Kircheninventar erfasst und stammt demnach ursprünglich aus der alten Pfarrkirche St. Suitbert.
Um 1582, zur Zeit der Reformation, wurde die Figur stark beschädigt und sollte deshalb eigentlich verbrannt werden. Jedoch wurde sie 30 Jahre später wieder aufgefunden. Da die Schäden sich als irreparabel erwiesen, bekleidete man Maria und Kind, um die beschädigten Stellen zu verdecken.
Da die Madonnenstatue in der 1852 bis 1856 neu erbauten Pfarrkirche St. Suitbertus nicht mehr aufgestellt werden sollte, bekam sie einen neuen Standort in dem dafür hergerichteten alten Bildstock.

## Kirchenfenster
Die beiden äußeren Chorfenster schufen der Linzer Künstler Günther Oellers und seine Tochter Edith Oellers im Jahre 1956. Das linke Fenster zeigt die Aufnahme Marias in den Himmel (Der Dich, O Jungfrau in den Himmel aufgenommen hat), das rechte Fenster stellt die Verkündigung an Maria dar (Der uns den Heiligen Geist gesandt hat).
Das Rundfenster über dem Altar (Der Dich, O Jungfrau im Himmel gekrönt hat) stammt von einem unbekannten Künstler um 1935 und zeigt die Krone Mariens, umgeben von einem Kranz aus Davidsternen.
Alle Kirchenfenster sind Bleiglasfenster mit Schwarzlotmalereien auf Antikglas und beziehen sich auf die drei Geheimnisse des Rosenkranzes.

## Denkmalschutz
Die Maria-Hilf-Kapelle ist in der Liste der Kulturdenkmäler in Rheinbrohl verzeichnet.